# Walter A. McDougall
Pour les articles homonymes, voir McDougall.
Walter Allen McDougall (né le 3 décembre 1946 à Washington) est un historien américain. Il enseigne l'histoire et les relations internationales à l'université de Pennsylvanie,.
Il obtient en 1986 le prix Pulitzer d'histoire, pour son ouvrage ...The Heavens and the Earth: A Political History of the Space Age, publié l'année précédente.

## Biographie
McDougall est titulaire d'un diplôme (Bachelor of Arts) obtenu à l'Amherst College. Il termine son doctorat à l'université de Chicago en 1974. Il est professeur invité à la Hoover Institution, est membre du Woodrow Wilson International Center for Scholars et du National Air and Space Museum de la Smithsonian Institution. Il est professeur à l'université de Californie à Berkeley pendant 13 ans avant de s'installer en Pennsylvanie. En outre, il est  membre honoraire du Foreign Policy Research Institute, et également l'un des rédacteurs de Orbis, une revue trimestrielle du monde des affaires publiée par l'institution. C'est un vétéran de la guerre du Vietnam.

## Travaux
McDougall est l'auteur de nombreux ouvrages sur l'histoire. En 1986, il reçoit le prix Pulitzer d'histoire pour son livre ...the Heavens and the Earth: A Political History of the Space Age, publié l'année précédente, en 1985, dans lequel il a examiné les programmes spatiaux américain, européens et soviétique. Il y développe la thèse selon laquelle l'Union Soviétique a été la première a atteindre l'espace du fait qu'il s'agissait de la première technocratie mondiale, terme qu'il définit comme « l'institutionnalisation du changement technologique pour servir l'intérêt de l'État ». Il s'intéresse aussi à l'expansion des politiques économiques portées sur la technologie, aux États-Unis et en URSS. Il a aussi travaillé, dans d'autres ouvrages, sur la diplomatie française du début du XXe siècle, les relations internationales des États-Unis depuis la fin du XVIIIe siècle, et sur la Guerre de Sécession. 

## Publications
- France's Rhineland Diplomacy, 1914–1924: The last bid for a Balance of Power in Europe (1978, Princeton, Princeton University Press)
- The Grenada Papers (avec Paul Seabury) (1984, San Francisco, Institute for Contemporary Studies)
- ...The Heavens and the Earth: A Political History of the Space Age (1985, New York, Basic Books)
- Let the Sea Make a Noise: A History of the North Pacific from Magellan to MacArthur (1993, New York, Basic Books)
- Promised Land, Crusader State: The American Encounter With the World Since 1776 (1997, Boston, Houghton Mifflin)
- Freedom Just Around the Corner: A New American History, 1585–1828 (2004, New York, HarperCollins)
- Throes of Democracy: The American Civil War era, 1829–1877 (2008, New York, HarperCollins)